# 阿卜迪拉赫曼·穆罕默德·阿卜杜拉希
阿卜迪拉赫曼·穆罕默德·阿卜杜拉希（阿拉伯语：‎；1956年4月24日—），俗稱Irro，是一名索馬利蘭政治人物和外交家，於2024年12月12日起擔任索馬利蘭總統。
阿卜迪拉赫曼在索馬里蘭首次民選議會的大部分時間擔任眾議院議長。在2024年索馬利蘭總統選舉中，他被宣布為瓦達尼黨的總統提名人，並爆冷勝出。

## 職業生涯

### 早年生活
在職業方面，阿卜迪拉赫曼曾在索馬里不同地區的定居發展機構（Dan-wadaagaha）工作。1981年起，他開始在索馬利亞民主共和國的外交機構任職。阿卜迪拉赫曼也曾在索馬里駐莫斯科大使館擔任首位領事，工作範圍涵蓋整個蘇聯。1991年，他再次被任命為索馬里駐蘇聯代理大使。在此期間，阿卜迪拉赫曼協助了許多在索馬里內戰爆發後離開索馬里的僑民。之後，他於1996年搬到芬蘭，與幾年前搬到芬蘭的家人團聚，並隨後取得芬蘭公民身份。

### 正義和福利黨
2005年，阿卜迪拉赫曼在索馬利蘭國會選舉中當選，代表正義和福利黨（UCID）在萨赫勒州執政。
正義和福利黨是索馬利蘭繼執政的聯合人民民主黨（UDUB）之後正式成立的第一個反對黨，而其他政客則普遍將反對焦點放在該地區現任的埃加勒政府（AHN）。正義和福利黨也支持為多黨制度奠定基礎的全民投票，許多政治人物都反對此一程序，並認為此一程序有利於埃加勒。

### 2005年索馬利蘭國會選舉
索馬利蘭於2005年9月29日舉行了由82名議員組成的眾議院選舉。這是索馬利蘭自1991年內戰開始以來舉行的首次多黨議會選舉。

### 2017年索馬利蘭總統選舉
2017年索馬利蘭總統選舉是自2003年以來的第三次總統直選，名義上於2017年11月13日舉行。結果由執政黨和平、團結與發展黨候選人繆斯·比希·阿卜迪勝出，獲得55%的選票。阿卜迪拉赫曼獲得41%的選票。

### 2024年索馬利蘭總統選舉
阿卜迪拉赫曼在2024年索馬里蘭總統選舉中，以瓦達尼黨候選人身份當選為索馬里蘭總統。他贏得近64%的選票，而現任總統繆斯·比希·阿卜迪贏得35%的選票。他於2024年12月12日就職。